# Chilomycterus reticulatus
Chilomycterus reticulatus är en fiskart som först beskrevs av Carl von Linné 1758.  Chilomycterus reticulatus ingår i släktet Chilomycterus och familjen piggsvinsfiskar. Inga underarter finns listade i Catalogue of Life.